# Nagyfüged
Nagyfüged is een plaats (község) en gemeente in het Hongaarse comitaat Heves. Nagyfüged telt 1875 inwoners (2001).